# Studio City
Studio City je bila televizijska oddaja Televizije Slovenija.
Studio City vsebinsko izhaja iz oddaje Studio Ljubljana, nekaj časa imenovane tudi Studio Luvigana.

## Zgodovina
6. julija 1989 je prvič stekla enourna oddaja Regionalni program TV Ljubljana - Studio Ljubljana. Ustvarjala sta ga novinarja Bojana Leskovar in Leon Magdalenc. Producent je bil Tibor Golob, urednik pa Tomaž Perovič. Pri oddaji je sodelovalo kakih 20 honorarnih sodelavcev.
V januarju 1992 je bila oddaja preoblikovana v programski sklop Alternativni program z več samostojnimi oddajami kot so  Studio City, Scater in Tračarije, ostale oddaje so postopoma odpadle, Studio City pa je ostal. Med leti 1993 in 2001 je oddaja urejal Bojan Kranjc, nasledila ga je Kaja Jakopič, to je nasledila Alenka Kotnik. Bojano Leskovar in Leona Magdalenca sta kot voditelja nasledila Špela Predan in Bojan Kranjc, kasneje pa je oddajo vodil sam Kranjc. Nekaj časa so se kot voditelji menjavali Bojan Traven, Marcel Štefančič in Saša Šavel. Od 1998 oddajo vodi Marcel Štefančič, ki je sicer kot filmski kritik sodeloval že od samega začetka.
Z začetkom leta 2022 je v. d. direktorja TV SLO Valentin Areh sprejel odločitev, da se rednim kolumnistom Studia City ne podaljša pogodb in se jim s tem ukine plačilo honorarjev. RTV Slovenija je v izjavi za javnost odločitev obrazložila z razlago, da je šlo za načelno odločitev, saj da plačila ne prejemajo niti gostujoči komentatorji v ostalih informativnih oddajah. Areh je v svoji izjavi poleg načelnega vidika odločitev utemeljil tudi z željo po varčevanju. Novinarski kolektiv Informativnega programa je odločitev označilo za prekoračitev pristojnosti direktorja in Arehovo obrazložitev označilo za zavajujočo ter škodljivo za program in ugled ustanove. Novinarski kolektiv je v izjavi navedel, da gre pri kolumnistih za samostojen žanr, ki se razlikuje od komentatorjev; gostujoči komentatorji v Studio City po besedah novinarskega kolektiva že do tedaj niso prejemali plačila (enako kot v ostalih informativnih oddajah).

### 2022: Spremembe zasnove oddaje

#### Ukinitev honorarjev za kolumniste Studia City
V predvolilnem obdobju pred državnozborskimi volitvami leta 2022 oddaje Studio City začasno ni bilo na sporedu zaradi predvolilnih soočenj. Oddaja naj se bi na spored vrnila 9. maja. RTV Slovenija, ki z ekipo treh honorarnih sodelavcev, ki pripravljajo oddajo Studio City (voditelj oddaje Štefančič je eden izmed trojice), pogodbe sklepa za tri mesece, je pogodbe po predvolilnem premoru pogodbo podaljšala zgolj dvema od treh sodelavcev, ne pa tudi voditelju oddaje Štefančiču. Urednica oddaje Alenka Kotnik je v odzivu na prekinitev podaljševanja Štefančičeve pogodbe sporočila, da bo Štefančič oddajo "do ureditve razmerij oz. največ tri mesece vodil brez plačila".

#### Zamenjava voditelja in preoblikovanje oddaje
Vodstvo RTV Slovenija je 3. maja 2022 v sporočilu za javnost obvestilo, da se bo Studio City po predvolilnem premoru vrnil v vizualno in programsko prenovljeni obliki, oddaje Studia City, ki so odpadle zaradi državnozborskih volitev, pa se bodo v skladu z odločitvijo programskega sveta RTV nadomeščale med poletjem. Vodstvo RTV je ob tem navedel, da bo ena od sprememb Studia City zamenjava voditelja oddaje. Vodstvo RTV je ob tem navedlo, da so vodstvo informativnega programa TVS "[...] k posodobitvi oddaje spodbudile tudi nedavne javne izjave nekdanjega voditelja oddaje, ki jih ocenjujejo kot žaljive do zaposlenih na RTV Slovenija, del javno izrečenega pa bi lahko razumeli tudi kot grožnjo zoper posamezne zaposlene." V izjavi so še zapisali, da bodo novi ustvarjalci "svojimi idejami in svežim pristopom soustvarili novo, prenovljeno podobo" Studia City.
Štefančič je marca 2022 na javni tribuni o razmerah na RTV Slovenija sodelavce pozval k zoprstavljanju posegov vodstva v novinarsko avtonomijo in kot primer izpostavil prepoved vabljenja Roberta Goloba v oddaje RTV kot gosta: "Jebeno več nas je kot njih. Njih je samo ene par in vemo točno, kateri so. Ne vem zakaj se, kot pravi Nataša Štefe, po redakcijah ne usedemo. In ko pridejo not in povejo: »Goloba ne boste imeli,« rečemo: »Imeli ga bomo.« Seveda ga bomo imeli. Nam je bilo rečeno, da ga ne smemo imeti, pa smo ga imeli. Zakaj ostali to ne naredite." Po poročanju Večera je na uredniškem sestanku, kateremu je sledila odločitev o zamenjavi voditelja Studia City, odgovorna urednica informativnega programa TVS Jadranka Rebernik dejala, da Štefančič ne bo več vodil Studia City dokler bo ona odgovorna urednica; med drugim naj bi predvajala tudi Štefančičev nastop na javni tribuni o razmerah na RTV in izjavila, da jo je zaradi omenjenega Štefančičevega nastopa strah. Štefančič je v odzivu na izjave Jadranke Rebernik dejal, da ne razume, na podlagi česa bi jo lahko bilo strah, saj je v nastopu zgolj pozival k zoperstavljanju pritiskom nad zaposlenimi na RTV in nadlegovanju zaposljenih na RTV, prav tako pa navedel, da z njo sploh nima stikov. Štefančič je prav tako navedel, da je pripravljen oddajo pripraviti tudi kje drugje.
Direktor TV Slovenija Uroš Urbanija je oktobra 2022 v oddaji o delovanju RTV glede Studia City dejal, da je bila oddaja sprva zasnovana kot avantgardna mladinska oddaja, a da se je tekom svojega obstoja oddaljila od korenin, zaradi česar da se zavzema za vrnitev k modernizirani prvotni zasnovi oddaje, ki bi ponovno naslavljala mlajše občinstvo.

## Kritike
Oddajo že od samega začetka spremljajo očitki, da je izrazito strankarsko oz. levičarsko usmerjena. Rosvita Pesek je ocenila, da je oddaja v zadnjih letih postala izrazito politično enosmerna in da "Ne ustreza nobenemu od standardov, ki jih morajo drugi spoštovati," zato oddaja po njenem mnenju ne spada v program nacionalne televizije.